# Mesulame Rakuro
Mesulame Rakuro (* 12. Mai 1932; † 13. Juni 1969 in Lautoka) war ein fidschianischer Diskuswerfer.
Rakuro vertrat sein Land bei den British Empire and Commonwealth Games 1954 in Vancouver, wo er im Diskuswurf mit 42,71 m den achten Platz erzielte. Bei diesen Spielen war er auch Teil der fidschianischen 4-mal-110-Yards-Staffel, die jedoch bereits im Vorlauf ausschied.
Bei den British Empire and Commonwealth Games 1958 in Cardiff trat er wiederum im Diskuswurf an und belegte diesmal mit 48,01 m den fünften Rang.
An Olympischen Spielen nahm Rakuro in seiner Karriere zweimal teil. 1956 in Melbourne erreichte er im Diskuswurf 47,24 m und somit Platz 15. Dies waren die ersten Olympischen Spiele, an denen fidschianische Sportler teilnahmen. 1960 in Rom reichten 47,18 m nicht aus, um sich für den Hauptwettkampf zu qualifizieren.
Bei einem Länderkampf zwischen dem Vereinigten Königreich und dem restlichen Commonwealth 1958 erzielte er seine Bestweite von 51,84 m. Diese Weite ist bis heute (Stand Juni 2014) der bestehende Nationale Rekord Fidschis.
Bei den Südpazifikspielen gewann er 1963 in Suva die Goldmedaille im Diskuswurf sowie im Kugelstoßen. 1966 in Nouméa konnte er seinen Erfolg im Diskuswurf wiederholen.
Rakuro kollabierte und starb zu Hause im Alter von 37 Jahren. 1991 wurde er in die Hall of Fame des fidschianischen Sports aufgenommen.